# Herräng
Herräng är en tätort i Häverö socken, Norrtälje kommun i Stockholms län, belägen cirka 52 km norr om Norrtälje. Herräng, som ligger vid Singöfjärden, är ett gammalt brukssamhälle där järnmalmsbrytning inleddes på 1500-talet och avslutades på 1960-talet. Från gruvdriften finns vissa spår, främst i form av vattenfyllda gruvhål. Kvar finns även en stor slagghög på flera hektar, väl synlig från hamnen. Marken vid gruvfälten är annars numera till största delen avstyckad till sommarstugetomter. 

## Historia

### Herräng fram till 1800-talet
Åtminstone sedan slutet av 1500-talet har gruvdrift pågått i Herräng. Området kallades då Kuggvass, troligen namngivet efter de koggar som den tyska Hansan lade till vid platsen. Under 1600-talet ägdes området av Ortala bruk i Väddö socken, och kallades då Kuggvassängen. Namnet Herräng finns namngivet på en karta från 1754 över gruvorna inom Kuggvass.
Efter att ha legat nere en tid återupptogs gruvdriften 1822. En ångmaskin installerades för att driva pumparna vid Jacobi gruva. Malmen kom bland annat att skeppas till masugnar norrut, exempelvis till  Axmar bruk, Galtströms bruk, Sörfors, Iggesunds bruk och Gnarp.

### Herrängs Gruf AB bildas
Ägandet kom under 1800-talet att samlas under en ägare. Fram till 1878 ägdes marken av Herrängs Grufvebolag. Ett nytt bolag, Herrängs Gruf AB, grundades 1889 av Per Nathanael Fröding. Denne var disponent vid Schisshyttan i Dalarna och hade grundat Lernbo Grufaktiebolag i Smedjebacken. Ett anrikningsverk byggdes 1894 för magnetisk malmseparering. Denna metod blev dock inte så lyckad, varför man istället övergick till ingenjör Gustaf Gröndals patenterade anriknings- och briketteringsmetod. Metoden eliminerade svavelhalten och minskade kolåtgången.
Ett järnverk började parallellt anläggas och de första byggnaderna, två masugnar, maskincentralen och brikettverket uppfördes 1902-03. Ett flertal arbetarbostäder byggdes även.  Initiativtagare till utbyggnaden i Herräng var Gustaf Gröndal själv samt grosshandlare William Olsson. Anrikningsverket, briketteringsverket och hyttan kom att bli de första i landet som helt grundades på Gröndals metoder.

### Gruvorna och järnverket läggs ned
Efter vissa ekonomiska problem rekonstruerades Herrängs Gruf AB 1910. De närmaste åren därefter kom att präglas av ägarskiften vilka bidrog till ojämnheter i driften. Anrikningsverket brann 1919, men ersattes samma år av ett nytt samt ett sintringsverk. Lågkonjunkturen i början av 1930-talet innebar svårigheter för Herräng och driften låg tidvis nere. I början av 50-talet gick det dock bättre och en upprustning av bruket inleddes, bland annat infördes Bo Kallings rullugnsmetod, Kaldo-processen, vilken gav ett extremt svavelrent tackjärn. 
Brytningen i Spatgruvan lades ner 1959 och två år senare, 1961, avslutades all gruvbrytning i Herrängsfältet (Hägnadsgruvan och Eknäsgruvan). Hädanefter köptes istället malm till järnframställningen från andra gruvor. För att klara den ökande konkurrensen utökades verksamheten med ett kokillgjuteri. En nedläggning blev emellertid till sist oundviklig, och driften vid järnverket upphörde fredagen den 4 juli 1969. Samma år flyttade Ernst V Andersson Gjuteri AB, nuvarande Roslagsgjuteriet AB, in i lokalerna vilket gör att metallindustrins prägel inte helt lämnat Herräng.

### Befolkningsutveckling
| Befolkningsutvecklingen i Herräng 1950–2020             | Befolkningsutvecklingen i Herräng 1950–2020 | Befolkningsutvecklingen i Herräng 1950–2020 | Befolkningsutvecklingen i Herräng 1950–2020 | Befolkningsutvecklingen i Herräng 1950–2020 |
| ------------------------------------------------------- | ------------------------------------------- | ------------------------------------------- | ------------------------------------------- | ------------------------------------------- |
|                                                         |                                             |                                             |                                             |                                             |
| År                                                      |                                             |                                             | Folkmängd                                   | Areal (ha)                                  |
| 1950                                                    | 1950                                        |                                             | 696                                         | ##                                          |
| 1960                                                    | 1960                                        |                                             | 721                                         | 162                                         |
| 1965                                                    | 1965                                        |                                             | 580                                         | 162                                         |
| 1970                                                    | 1970                                        |                                             | 467                                         |                                             |
| 1975                                                    | 1975                                        |                                             | 441                                         |                                             |
| 1980                                                    | 1980                                        |                                             | 432                                         |                                             |
| 1990                                                    | 1990                                        |                                             | 457                                         | 177                                         |
| 1995                                                    | 1995                                        |                                             | 451                                         | 181                                         |
| 2000                                                    | 2000                                        |                                             | 474                                         | 181                                         |
| 2005                                                    | 2005                                        |                                             | 443                                         | 181                                         |
| 2010                                                    | 2010                                        |                                             | 422                                         | 181                                         |
| 2015                                                    | 2015                                        |                                             | 377                                         | 187                                         |
| 2020                                                    | 2020                                        |                                             | 350                                         | 188                                         |
| Anm.: ## Som tätort/befolkningsagglomeration 1920–1950. |                                             |                                             |                                             |                                             |

## Näringsliv
Roslagsgjuteriet AB finns i det före detta järnverkets lokaler.

## Evenemang
I Herräng arrangeras varje år Herräng Dance Camp, världens största lindy hop-läger.
I månadsskiftet maj-juni körs Classic Offshore Summer Meet, ett uppvisningslopp för klassiska racerbåtar.

## Sevärdheter
Det mest imponerande gruvhålet är idag Eknäsgruvans dagöppning där man arbetade sig ned till 185 meters djup. Vattennivån brukar variera men stiger ändå sakta beroende på att man tar vatten från gruvan.
Här bröt man i dagbrott ned till 80 meter; sedan övergick man till underjordsbrytning. Från Eknäsgruvan går en ort fram till Wikingmalmen, som ligger några hundra meter norr om själva dagöppningen. Där bröt man malm fram till nedläggningen, men det finns ingen dagöppning att se där då malmen bröts från 125 meter och nedåt. 
Den näst största gruvan är Hägnaden eller Sjö- och dammgruvorna där man fram till 40-talet bröt i dagbrott. Efter undersökningsarbeten och uppförande av lave gick man över till underjordsbrytning. Laven revs efter att gruvan lades ned.
En lave från 1918 vid Eknäsgruvan var tänkt att bevaras som industriminne. Denna brann dock ned 1982.